# Convento de San Agustín (Soria)
Las ruinas del convento de San Agustín se sitúan en la margen derecha del río Duero, en la ciudad de Soria, España.

## Historia

### Parroquia de Nuestra Señora de la Puente
La primitiva parroquia de Nuestra Señora de la Puente debió hallarse, como indica su nombre, junto al puente medieval del Duero. Nicolás Rabal la localiza junto a San Juan de Duero al igual que otros tantos autores, sin embargo existen referencias de que la iglesia se hallaba sobre la margen derecha, en lo que luego fue convento agustino, es decir, intramuros de la ciudad, donde debían encerrarse la totalidad de las treinta y cinco colaciones, al menos originalmente.
Santa María de la Puente es parroquia todavía en el año 1352, según el Censo de Concordia, pero parece que en 1437 ya se había trasladado a El Salvador, seguramente tras el desastroso incendio que sufrió aquella parte de la ciudad al arrancar la segunda mitad del XIV y que afectó a tres parroquias y numerosas viviendas. Desde entonces esa parte oriental del recinto urbano iría decayendo gradualmente produciéndose la despoblación de toda el área cercana al río.

### Hospital de Santi Spíritus
Los Doce Linajes fundaron el Hospital de Santi Spíritus, un hospital para el amparo y crianza de los niños expósitos, situado en las mismas dependencias o contiguo a las mismas. Este hospital funcionó hasta 1534 en que a causa de su mal estado se ordenó su derribo, cediendo el solar al contiguo convento de agustinos que había sido fundado por Rodrigo de Torres en 1522 junto al hospital. El hospital de niños expósitos se trasladó a la desaparecida casa e iglesia de San Lázaro, que se encontraba a las afueras de la capital. En compensación se obligó a hacer una capilla dedicada al Espíritu Santo y a decir una misa con vísperas solemnes por Santiago.

### Convento de San Agustín
La casa agustina tiene su origen en 1203 cuando los cistercienses fundan el monasterio de Sancti Spiritus, junto al puente del Duero. En 1387 será ocupado por la orden de la Merced, hasta 1478, quedando en ruina y abandonado hasta que en 1522 los agustinos se hacen cargo de él, consagrándolo a Nuestra Señora de Gracia.
En este convento residió como lector de Gramática, entre 1555 y 1556, fray Luis de León. El general José Joaquín Durán, en marzo de 1812, mandó demoler este convento junto con las murallas de Soria, el castillo, los conventos de San Benito, San Francisco, la Concepción y el Hospicio con el fin de que los franceses no se atrincheraran. Los agustinos pudieron acondicionar algunas celdas después pero tras diversos avatares, la Desamortización de Mendizabal en el año 1835 decretó la expulsión del único religioso que habitaba el inmueble. Pascual Madoz en su Diccionario geográfico-estadístico-histórico de España y sus posesiones de Ultramar, datado en 1849, habla de que el edificio estaba ya en tan mal estado que solo se conservaba parte de la fachada de su iglesia.
La crujía del convento mejor conservada, situada al sur junto a la carretera, fue transformada en viviendas mientras que sobre la cabecera de la iglesia se construyó la Fábrica de Luz a principios del siglo XX.

## Descripción
La fachada principal del convento da a la carretera que cruza el puente de piedra, junto a la muralla. Se encuentra en estado de ruina avanzada. Realizada en el siglo XVI, cuando se hicieron cargo del convento los agustinos, se distribuye en dos pisos. El inferior se encuentra parcheado con ventanas y puertas que hacen casi irreconocible la fachada original mientras que el piso superior se organiza mediante una secuencia de vanos y balcones adintelados con querubines situados sobre los primeros. En el centro de la fachada se sitúa lo que parece una hornacina cegada y mutilada, que es la parte más notable del edificio. Su composición es de una base o peana, sobre la que se dispone el cuerpo central con un remate superior que según se puede entrever tiene forma de venera. A ambos lados se sitúan dos pilastras sin decoración sobre las que descansa un frontón recto triangular coronado por flameros. En la actualidad la parte inferior, hasta la mitad de los fustes de las pilastras, se encuentra mutilada al abrir una ventana tras el abandono del convento. La fachada se remata por una pequeña cornisa moldurada. Se puede observar en esta fachada la transición del plateresco al purismo, ya que aunque la hornacina esta desprovista de decoración, aún utiliza algún elemento aislado como son los flameros, de tradición plateresca, por lo que se puede fechar hacia mediados del siglo XVI.
Con la ocupación de los agustinos en el siglo XVI, se levantó el nuevo templo renacentista de una sola nave y cabecera orientada al Este, orientación que conservó de la primitiva iglesia románica de Nuestra Señora de la Puente. Cuando los Doce Linajes cedieron las dependencias del Hospital del Sancti Spiritus en el mismo siglo, se obligó a hacer una capilla dedicada al Espíritu Santo. Esta capilla se abrió en el muro norte de la iglesia, según se puede intuir a través los planos del siglo XIX y de las fotos de principios del siglo XX. Parece ser que esta capilla era una de las partes conservadas de la iglesia junto con el tramo final de la nave correspondiente al coro. En la actualidad se conservan los arranques del muro norte que recorren el perímetro de la antigua capilla y parte de las marcas de la bóveda del coro a los pies de la nave.
Las ruinas de la iglesia, dedicada a Nuestra Señora de Gracia, que se alzaban en el siglo XIX en la parte de atrás fueron descritas por Nicolás Rabal: "aún se nota en los muros que quedan en pie, en las columnas adosadas a ellos, en los arranques de los arcos formeros y en la portada, la esbeltez y la atrevida ligereza del estilo Ojival; pero aunque así no fuera, estas ruinas son dignas de respeto por los interesantes recuerdos que en sí encierran". Poco después fue derribada y sustituida por la vieja fábrica de luz.